# Baureihe 403
De ICE 3 van de Baureihe 403 is een achtdelig elektrisch treinstel voor het langeafstandspersonenvervoer van de Deutsche Bahn (DB).

## Geschiedenis
De Deutsche Bahn (DB) bestelde in juli 1994 als gevolg van een verdrag uit 1993 voor het langeafstandspersonenvervoer 50 treinen van de toenmalige serie ICE 2.2. Ook werden er 13 treinen besteld voor het grensoverschrijdend personenvervoer.

### Nummers
Het nummer van Tz 301 is opgebouwd uit het treinstel 403 x01

#### 1e serie
- Tz4301: 403 001 + 403 101 + 403 201 + 403 301 + 403 801 + 403 701 + 403 601 + 403 501
- Tz4337: 403 037 + 403 137 + 403 237 + 403 337 + 403 837 + 403 737 + 403 637 + 403 537

#### 2e serie
- Tz4351: 403 051 + 403 151 + 403 251 + 403 351 + 403 851 + 403 751 + 403 651 + 403 551
- Tz4363: 403 063 + 403 163 + 403 263 + 403 363 + 403 863 + 403 763 + 403 663 + 403 563

## Constructie en techniek
Het treinstel is opgebouwd uit een aluminium frame. Het treinstel is uitgerust met luchtvering. De draaistellen zijn van het type Siemens SF 500. Er kunnen tot drie eenheden gekoppeld worden. Er kan ook gecombineerd worden met treinen van het type 406 en van het type 407.

### Namen

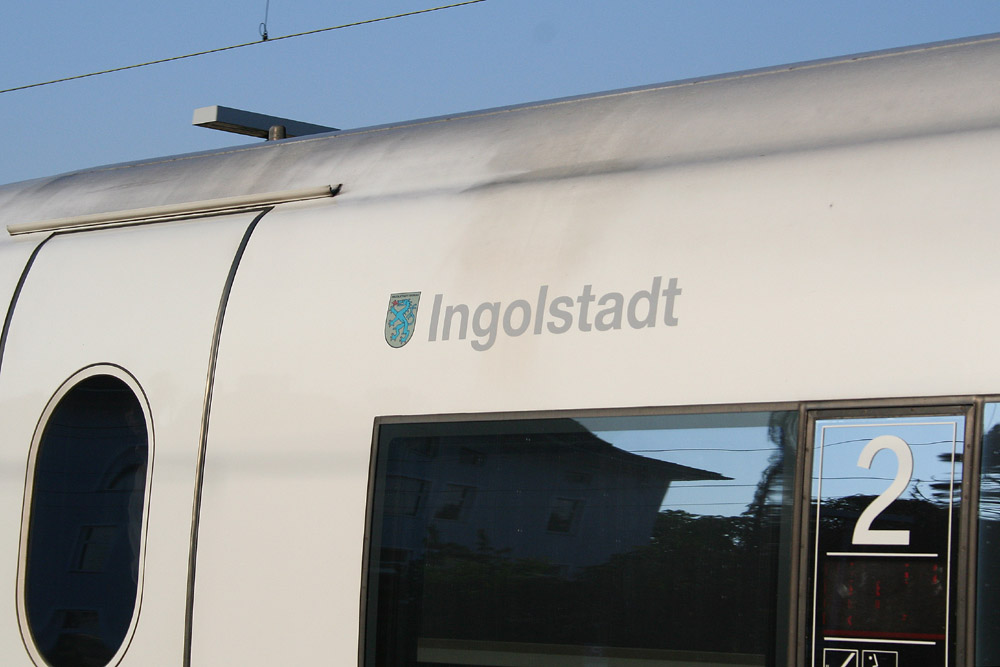

De Deutsche Bahn (DB) heeft de volgende namen op de treinen geplaatst:
- Tz301: Freiburg
- Tz302: Lübeck
- Tz303: Dortmund
- Tz304: München
- Tz305: Baden-Baden
- Tz307: Oberhausen
- Tz309: Aalen
- Tz310: Wolfsburg
- Tz311: Wiesbaden
- Tz312: Montabaur
- Tz313: Treuchtlingen
- Tz314: Bergisch Gladbach
- Tz315: Singen (H)
- Tz316: Siegburg
- Tz317: Recklinghausen
- Tz318: Münster
- Tz319: Duisburg
- Tz321: Krefeld

- Tz322: Solingen
- Tz323: Schaffhausen
- Tz324: Fürth
- Tz325: Ravensburg
- Tz326: Neunkirchen
- Tz328: Aachen
- Tz330: Göttingen
- Tz331: Westerland/Sylt
- Tz332: Augsburg
- Tz333: Esslingen
- Tz334: Offenburg
- Tz335: Konstanz
- Tz336: Ingolstadt
- Tz337: Stuttgart
- Tz351: Herford
- Tz358: St. Ingbert
- Tz359: Leverkusen
- Tz361: Celle

## Uitrol draadloos Internet
Eind 2005 werd in zeven treinstellen een proef gehouden met draadloos internet door middel van een wifi-verbinding verzorgd door T-Mobile. Inmiddels zijn de andere treinen uit deze serie voorzien van draadloos internet.

## Treindiensten
De treinen worden door de Deutsche Bahn (DB) ingezet op de volgende trajecten.

### Noord-zuidverbindingen
Het net bestaat structureel uit zes noord-zuidverbindingen die doorgaans ieder uur bediend worden.
- van Hamburg-Altona of van Bremen via Hannover, Göttingen, Kassel-Wilhelmshöhe, Fulda en Würzburg, verder via Nürnberg en Ingolstadt of Donauwörth en Augsburg naar München (ICE-lijn: 25, vleugeltrein tot Hannover)
- van Hamburg-Altona via Berlijn, Leipzig, Jena-Paradies, Nürnberg en Augsburg of Ingolstadt naar München (ICE-lijn: 28)
- van Dortmund via Duisburg, Düsseldorf, Keulen, Frankfurt am Main Flughafen en Mannheim, verder over Karlsruhe, Offenburg en Freiburg naar Bazel (ICE-lijn: 43) of over Stuttgart, Ulm en Augsburg naar München (ICE-lijn: 42)

### Oost-westverbindingen
Het net bestaat structureel uit twee oost-westverbindingen die doorgaans ieder uur bediend worden.
- van Berlijn over Hannover, Bielefeld en Hamm, verder over Dortmund, Essen, Duisburg en Düsseldorf naar Köln/Bonn Flughafen of over Hagen en Wuppertal naar Köln (afhankelijk van de dag verder naar Bonn, Koblenz of Trier, ICE-lijn: 10, vleugeltrein vanaf Hamm)
- van Dresden (enkele treinen van Maagdenburg) over Leipzig, Erfurt, Fulda, Frankfurt am Main en Mainz naar Wiesbaden, enkele treinen over Darmstadt, Mannheim en Kaiserslautern naar Saarbrücken (ICE-lijn: 50, vleugeltrein vanaf Frankfurt)